# Saxifraga trautvetteri
Saxifraga trautvetteri är en stenbräckeväxtart som beskrevs av Mandenova. Saxifraga trautvetteri ingår i Bräckesläktet som ingår i familjen stenbräckeväxter. Inga underarter finns listade i Catalogue of Life.